# Cardiida
Cardiida — ряд морських двостулкових молюсків.

## Поширення
Ряд поширений по всьому світу. Більшість видів мешкає в мілководних районах моря. Більшість видів Cardioidea живуть неглибоко в піщаних, дрібнопіщаних або мулистих ґрунтах і є підвісними фільтраторами. Кілька видів з родів Corculum і Tridacna мають ендосимбіотичні динофлагелляти.

## Систематика
- надродина Cardioidea Lamarck, 1809
  - родина Cardiidae Lamarck, 1809
  - родина Pterocardiidae Scarlato & Starobogatov, 1979 †
- надродина Tellinoidea Blainville, 1814
  - родина Donacidae Fleming, 1828
  - родина Icanotiidae Casey, 1961 †
  - родина Psammobiidae Fleming, 1828
  - родина Quenstedtiidae Cox, 1929 †
  - родина Semelidae Stoliczka, 1870 (1825)
  - родина Solecurtidae d'Orbigny, 1846
  - родина Sowerbyidae Cox, 1929 †
  - родина Tancrediidae Meek, 1864 †
  - родина Tellinidae Blainville, 1814
  - родина Unicardiopsidae Chavan, 1969 †